# Abraham Busschop

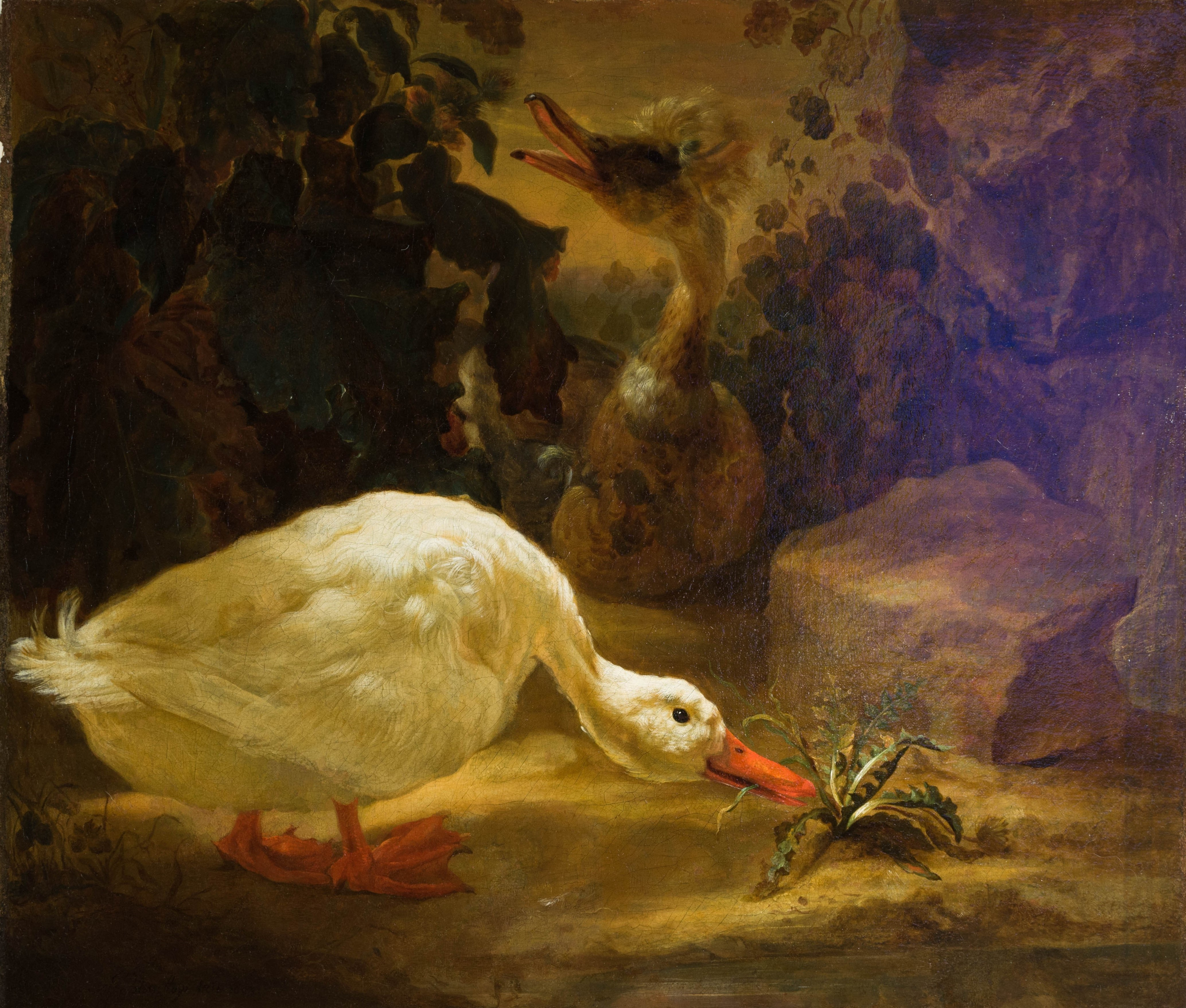
Eenden in een landschap, 1693

Abraham Busschop of Abraham Bisschop (Dordrecht, gedoopt op 9 april 1670 – Middelburg, 22 maart 1729 of 3 december 1730), was een 18e-eeuwse schilder van vooral vogels uit de Noordelijke Nederlanden.

## Leven
Volgens Houbraken was hij een zoon van Cornelis Bisschop (1630-1674) en broer van Jacobus Bisschop (1658 – 1697). In 1715 lid werd hij lid van het Sint-Lucasgilde in Middelburg.
Van zijn vader Cornelis leerde hij het "beeldenschilderen": het op ware grootte afbeelden van mensfiguren die werden uitgezaagd om toeschouwers te misleiden, waaraan ook zijn oudste broer en drie zussen meededen. Abraham Busschop werd bekend om zijn stillevens en schilderijen van vogels en andere dieren. Hij beschilderde bovendeur- en plafondstukken in Dordrecht en later vanaf rond 1715 in Middelburg. Busschop als vogelschilder staat nu in de schaduw van zowel zijn voorganger en voorbeeld Melchior d'Hondecoeter, de belangrijkste 17de-eeuwse vogelschilder, als de latere Aart Schouman (1710 - 1792).

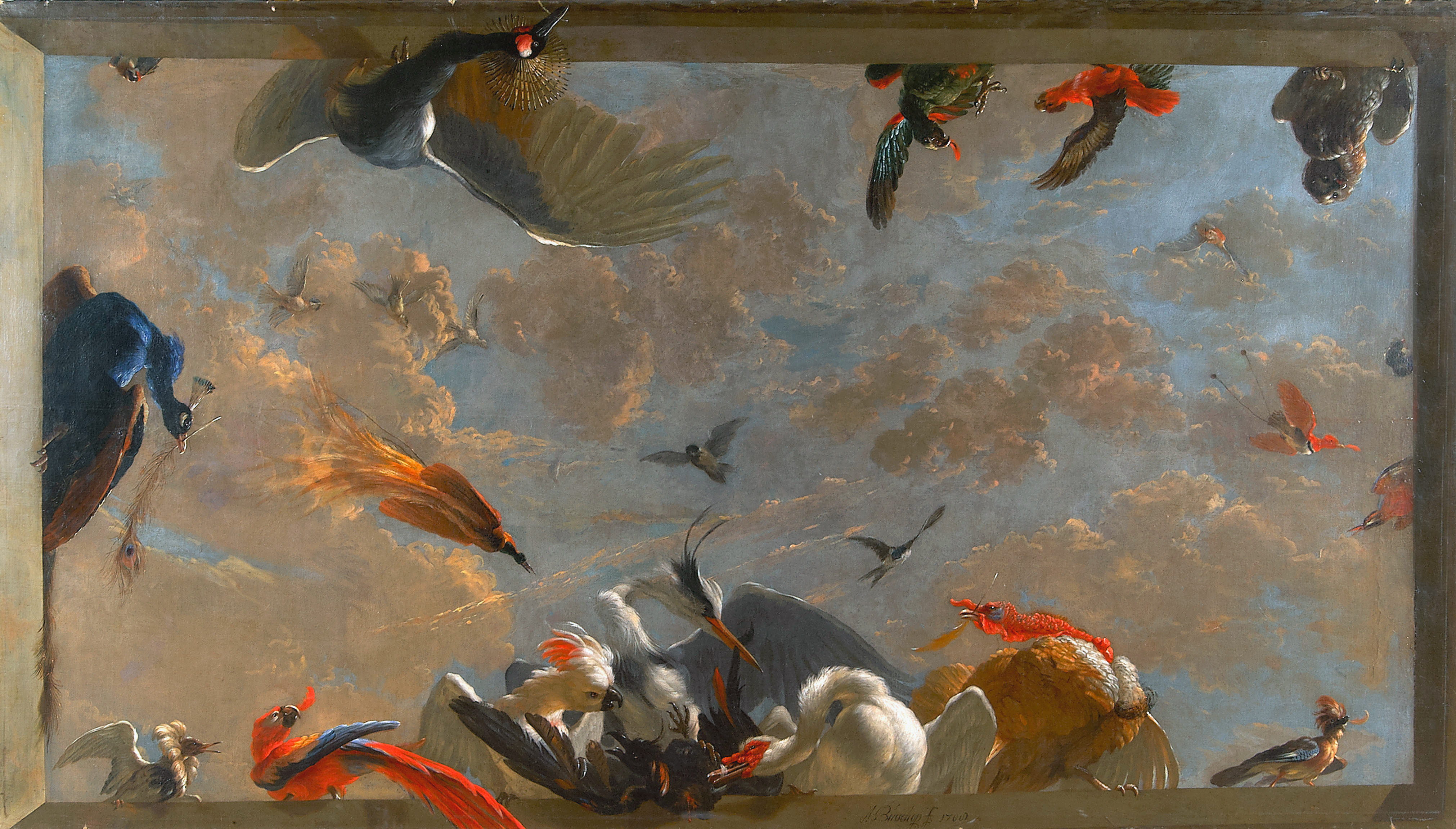
Plafondstuk met vogels, met 'De raaf die beroofd wordt van de veren waarmee hij zich had getooid'. Trompe-l'oeil met onder meer goudvink, edelpapegaai, (grote) paradijsvogels, ijsvogel, geelvleugelara, molukkenkaketoe en muskuseend, 1708
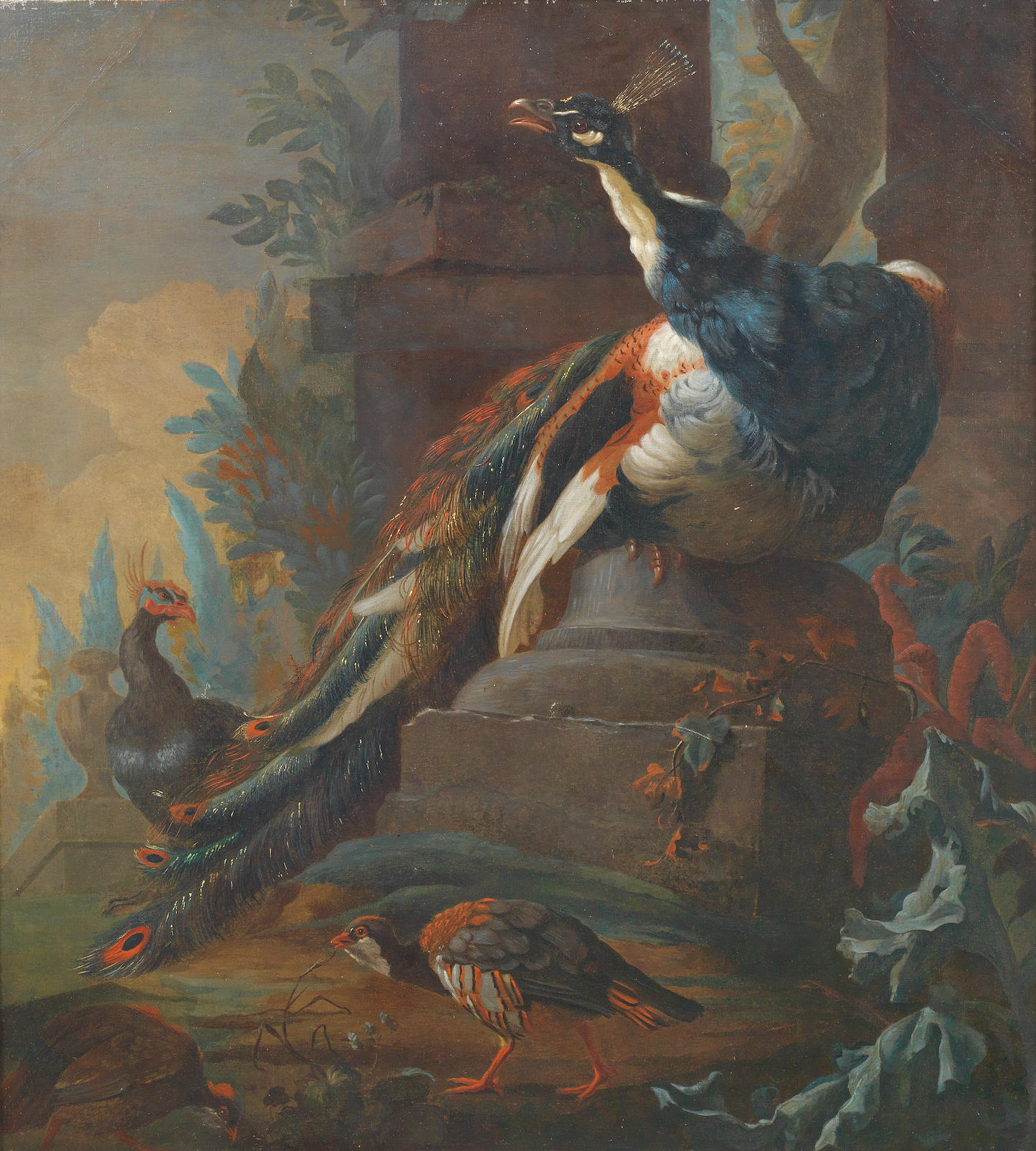
Vogels bij een ruïne, rond 1720 (1715-1724)
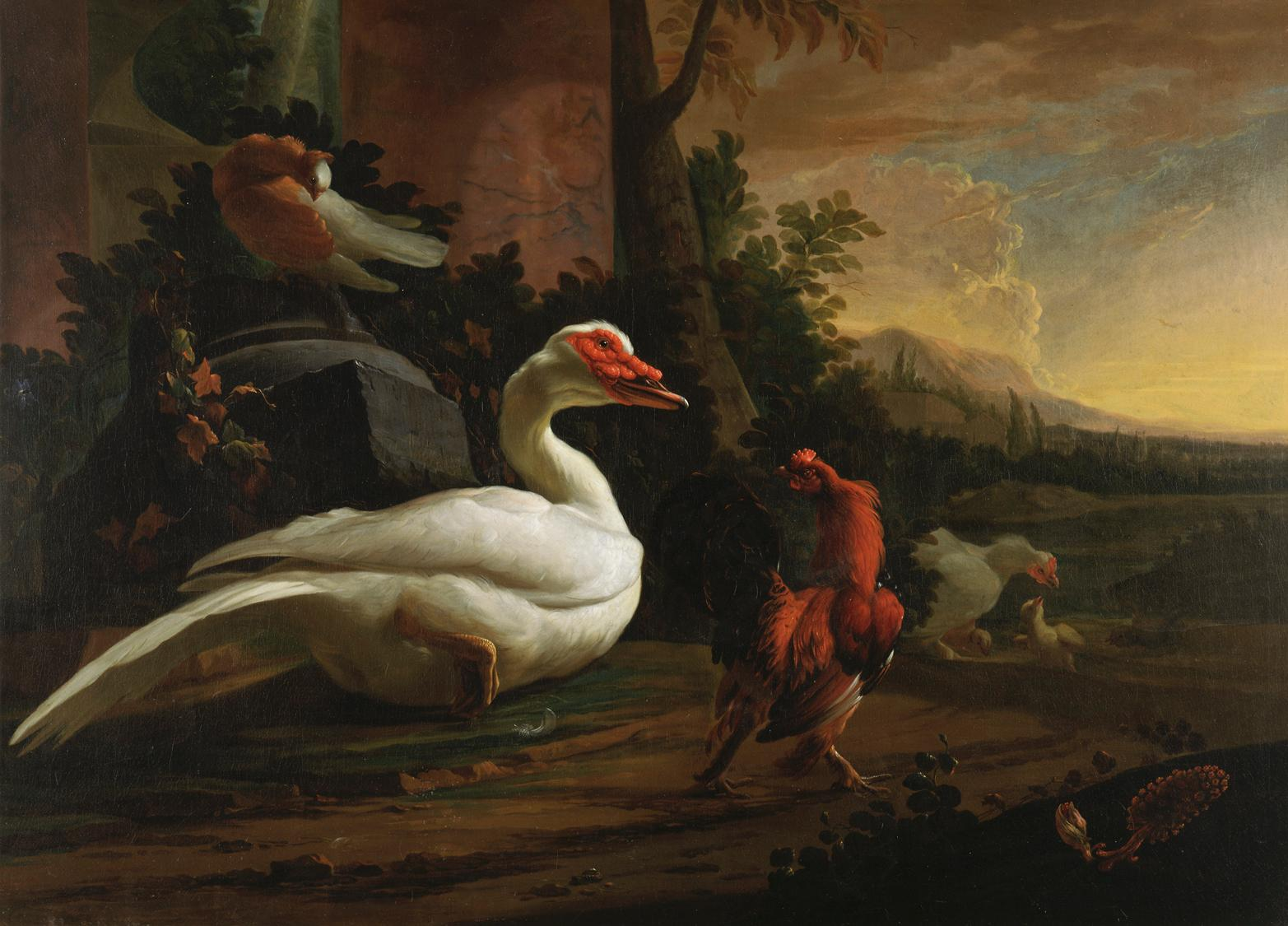
Muskuseend, duif, kip, haan, kuiken, gebroken zuil
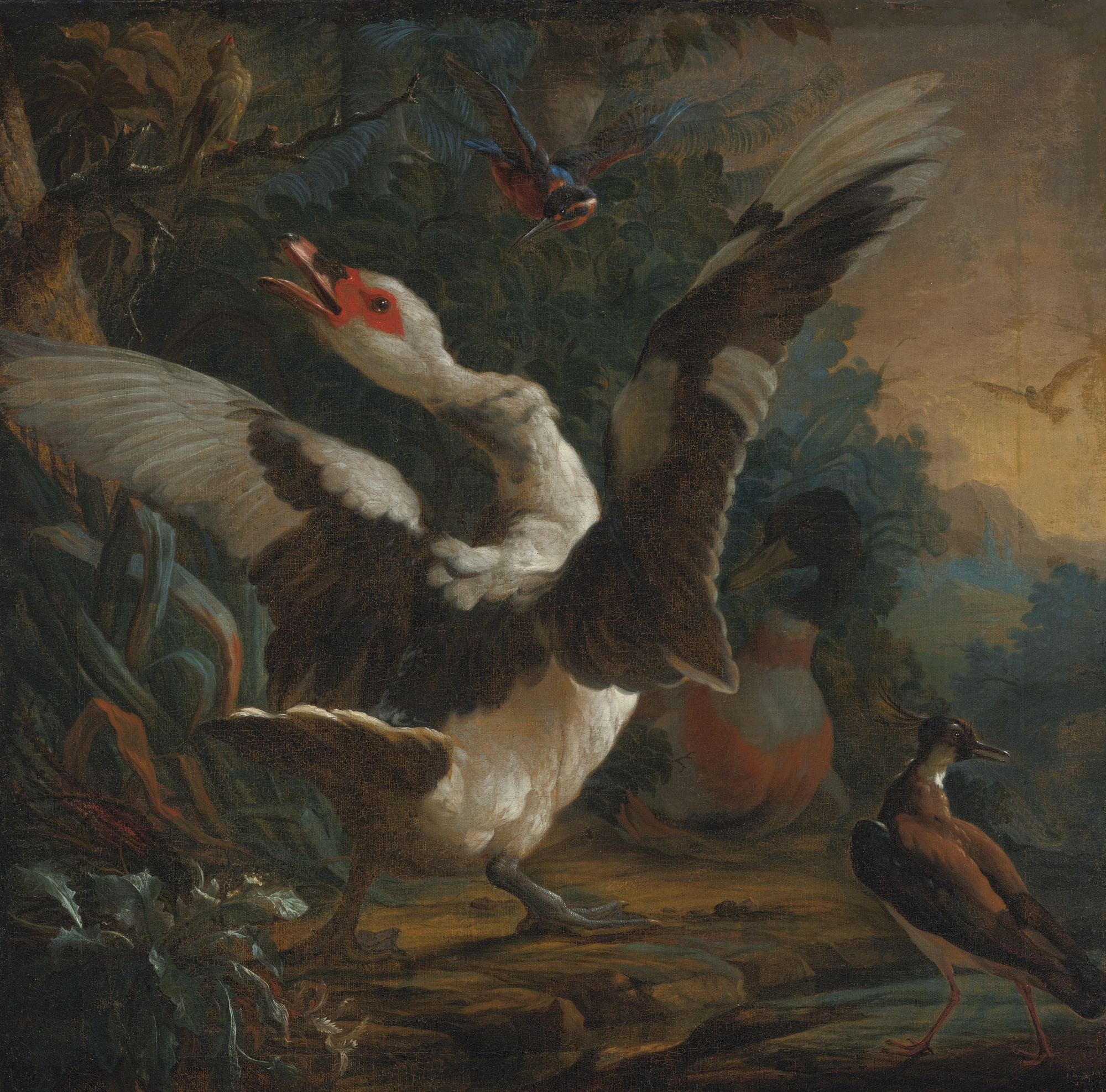
Vogels in een landschap: gans, ijsvogel, eend, kievit 1700-1731
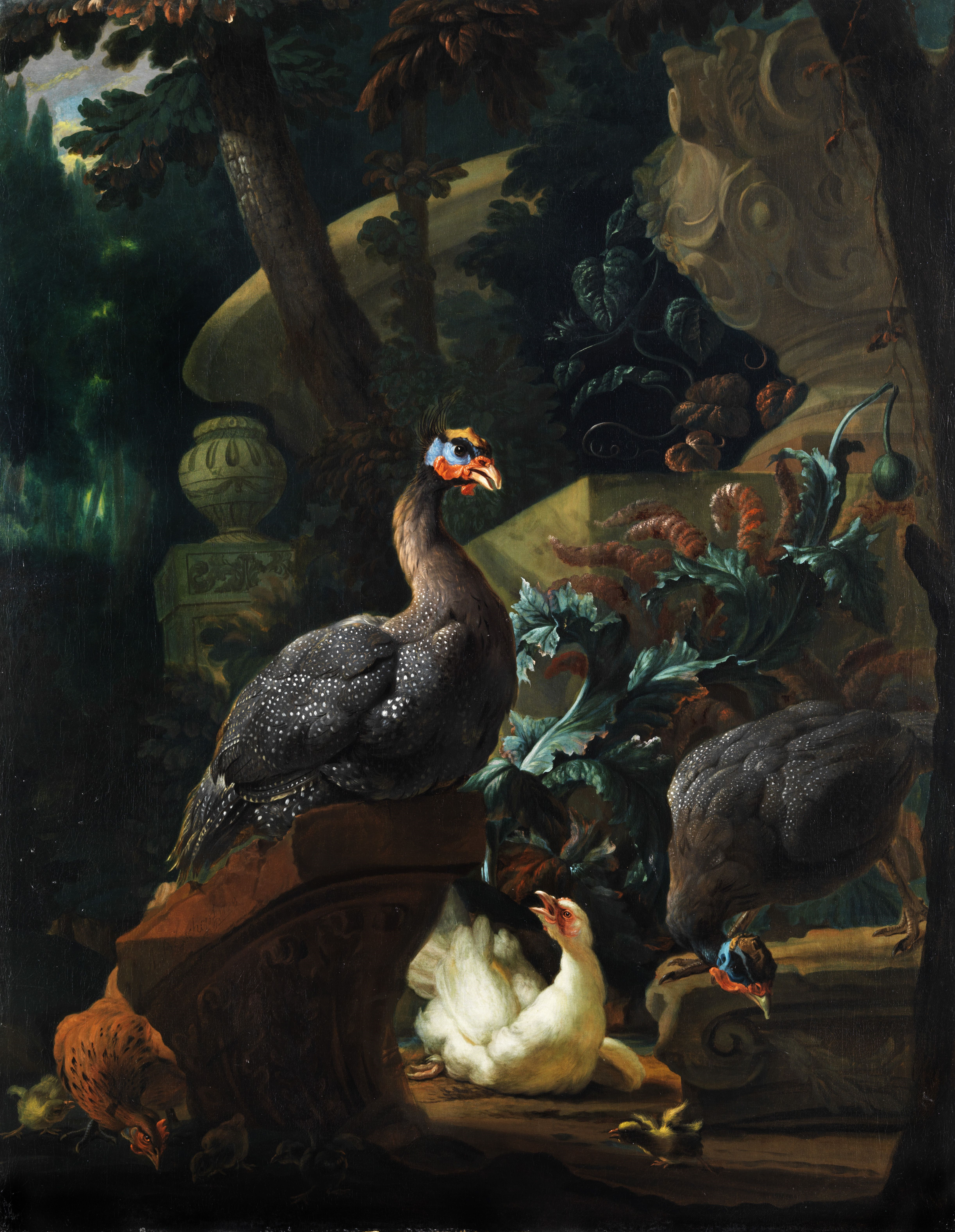
Parklandschap met parelhoenders, kippen en kuikens, 1723
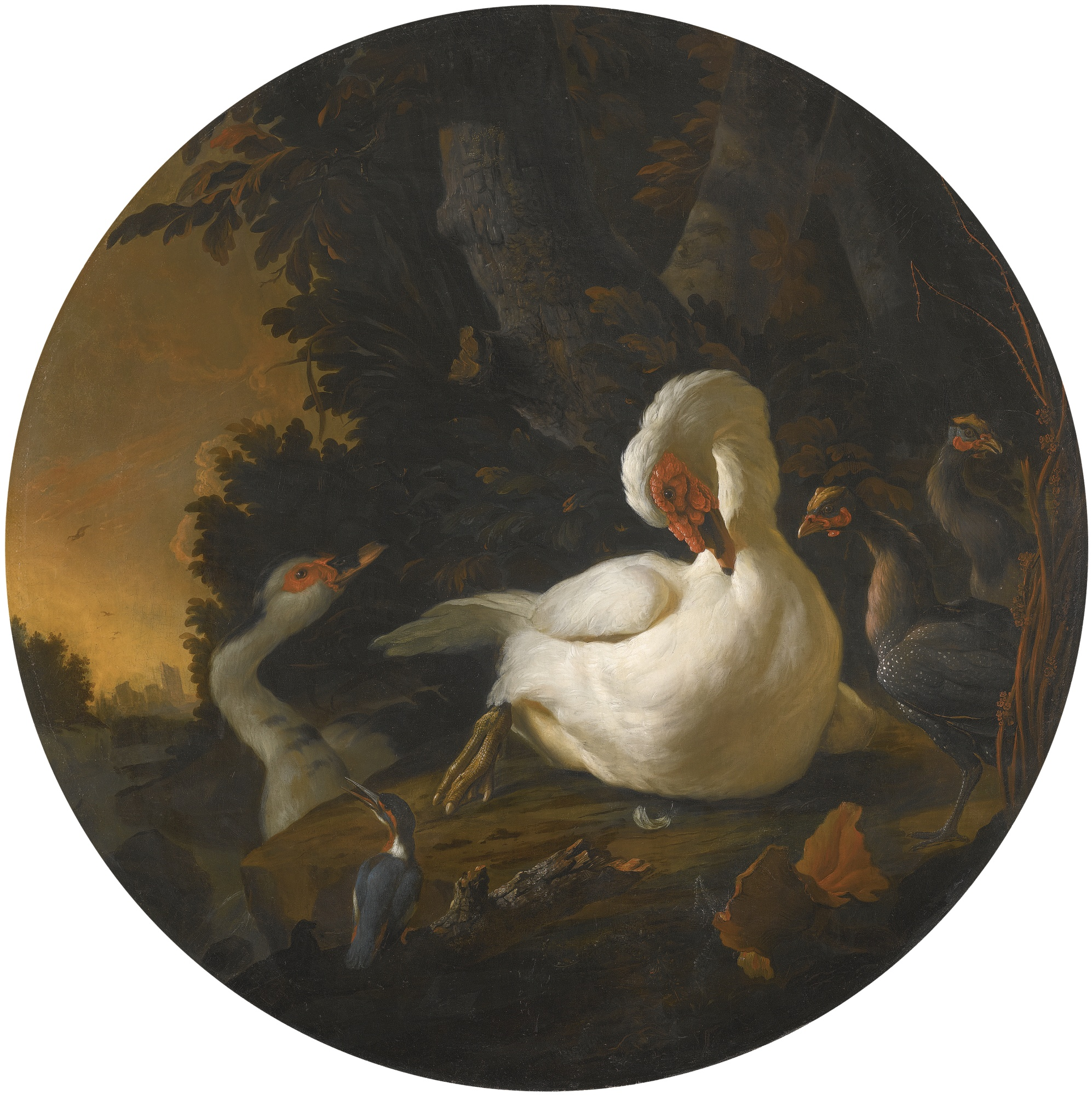
Een knobbelzwaan, een gans, en ander gevogelte op een beboste rivieroever